# Temwa Chawinga
Temwa Chawinga là một cầu thủ bóng đá người Malawi, đóng vai trò là tiền đạo cho câu lạc bộ Thụy Điển Kvarnsvedens IK và đội tuyển quốc gia nữ Malawi.

## Bàn thắng quốc tế
Tỉ số và kết quả liệt kê bàn thắng của Malawi trước
| Số | Ngày                      | Địa điểm                                        | Đối thủ                    | Ghi bàn | Kết quả  | Cuộc thi                          |
| -- | ------------------------- | ----------------------------------------------- | -------------------------- | ------- | -------- | --------------------------------- |
| 1  | Ngày 30 tháng 12 năm 2016 | Sân vận động Nankhaka, Lilongwe, Malawi, Malawi | liên_kết=\|viền Zambia     | 1 C11   | 2 trận3  | Thân thiện                        |
| 2  | Ngày 15 tháng 9 năm 2017  | Sân vận động Barbourfields, Bulawayo, Zimbabwe  | liên_kết=\|viền Madagascar | 3 ăn0   | 6 trận3  | Giải vô địch nữ COSAFA 2017       |
| 3  | Ngày 15 tháng 9 năm 2017  | Sân vận động Barbourfields, Bulawayo, Zimbabwe  | liên_kết=\|viền Madagascar | 4 12    | 6 trận3  | Giải vô địch nữ COSAFA 2017       |
| 4  | 17 tháng 9 năm 2017       | Sân vận động Luveve, Bulawayo, Zimbabwe         | liên_kết=\|viền Zimbabwe   | 1 LẦN2  | 3 trận3  | Giải vô địch nữ COSAFA 2017       |
| 5  | Ngày 4 tháng 4 năm 2019   | Sân vận động Kamuzu, Blantyre, Malawi           | liên_kết=\|viền Mozambique | 2 12    | 11 trận1 | Giải đấu Olympic Olympic CAF 2020 |
| 6  | Ngày 4 tháng 4 năm 2019   | Sân vận động Kamuzu, Blantyre, Malawi           | liên_kết=\|viền Mozambique | 4 12    | 11 trận1 | Giải đấu Olympic Olympic CAF 2020 |
| 7  | Ngày 4 tháng 4 năm 2019   | Sân vận động Kamuzu, Blantyre, Malawi           | liên_kết=\|viền Mozambique | 5 ăn0   | 11 trận1 | Giải đấu Olympic Olympic CAF 2020 |
| 8  | Ngày 4 tháng 4 năm 2019   | Sân vận động Kamuzu, Blantyre, Malawi           | liên_kết=\|viền Mozambique | 7 số 0  | 11 trận1 | Giải đấu Olympic Olympic CAF 2020 |
| 9  | Ngày 4 tháng 4 năm 2019   | Sân vận động Kamuzu, Blantyre, Malawi           | liên_kết=\|viền Mozambique | 10 12   | 11 trận1 | Giải đấu Olympic Olympic CAF 2020 |

## Cuộc sống cá nhân
Em gái của Chawinga Tabitha cũng là một cầu thủ bóng đá quốc tế người Malawi.